# Breno Giacomini
Breno Giacomini (født 27. september 1985 i Malden, Massachusetts, USA) er en amerikansk footballspiller, der spiller i NFL som offensive tackle for New York Jets. Han blev draftet til ligaen af i 2008, og har tidligere repræsenteret Green Bay Packers og Seattle Seahawks. Med Seahawks var han i 2014 med til at vinde Super Bowl XLVIII.

## Klubber
- Green Bay Packers (2008–2010)
- Seattle Seahawks (2010–2013)
- New York Jets (2014–)